# Lökholmen, Sandhamn

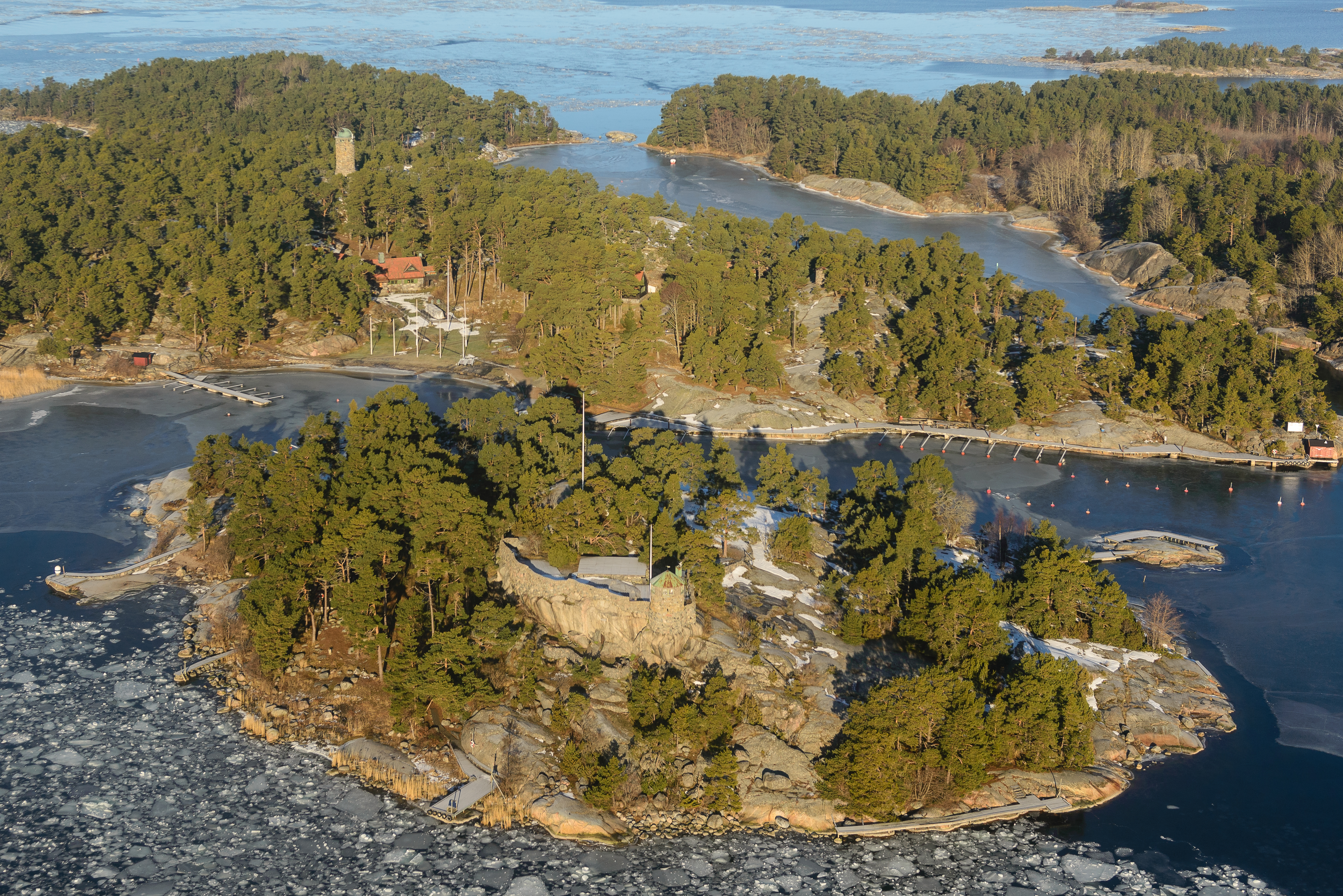
Trollharan med husgrunden i förgrunden och Lökholmen med stenvillan i bakgrunden.

Lökholmen är en ö i Djurö socken i Värmdö kommun, strax nordost om Sandhamn. Lökholmen har tillsammans med Trollharan en yta av 17 hektar.
Lökholmen med Trollharan inköptes 1912 av Kurt Heinecke, som lät anlägga flera anläggningar på öarna, bland annat en riddarborg med bröstvärn och kanoner vid inloppet till gästhamnen på Lökholmen, ett högt utkikstorn mitt på ön och Trollgården med tjärad fjällpanel. Han lät även uppföra en lappkåta, ett åttkantigt ridhus och paviljongtornet Hohenneck av vilka dock endast rester återstår. 1946 sålde Heinecke Lökholmen med Trollharan till KSSS som använder ön som klubbholme. Trollgården fungerar som sällskapets klubbhus.